# The Dark Knight (film)
The Dark Knight is een Brits-Amerikaanse film uit 2008 van regisseur Christopher Nolan, gebaseerd op het personage Batman. De film is het vervolg op Batman Begins uit 2005. De titel van de film betekent De Donkere Ridder, een bijnaam van Batman. Batman neemt het in deze film samen met Officier van Justitie Harvey Dent op tegen de Joker, gespeeld door Heath Ledger. Ledger overleed enkele maanden voor de première van de film aan een overdosis medicijnen.
In Nederland heeft de film van de kijkwijzer de beoordeling 16 jaar en ouder gekregen vanwege de grimmige ondertoon. Vooralsnog zijn er weinig films geweest waar de Nederlandse kijkwijzer-dienst een hogere leeftijdsgrens heeft geplaatst dan de Amerikaanse MPAA en Britse kijkwijzerdienst. De film wordt in Amerika en Engeland geschikt bevonden voor 13 jaar en ouder.
Op 21 februari 2009 werd bekend dat The Dark Knight de grens van 1 miljard dollar heeft overschreden. Historisch gezien is The Dark Knight de vierde die de grens passeerde na Titanic, The Lord of the Rings: The Return of the King en Pirates of the Caribbean: Dead Man's Chest. Ook de film Avatar heeft deze grens overschreden met een recordopbrengst van 2,6 miljard dollar. Later is deze film ingehaald door Avengers Endgame.

## Verhaal
De film begint met een bende met clownsmaskers, die in opdracht van de Joker een 
bank beroven en vervolgens elkaar een voor een vermoorden. De laatste overlevende blijkt de Joker zelf te zijn.
De nacht daarop verstoren enkele Batman-imitators een ontmoeting tussen een criminele bende geleid door Chechen en de Scarecrow. De echte Batman duikt op en voorkomt dat de situatie uit de hand loopt. Zijn pak wordt daarbij echter ernstig beschadigd door een rottweiler en hij vraagt aan Lucius Fox een nieuw en beter pak, dat lichter is en meer beweeglijkheid biedt. Fox waarschuwt Bruce dat dit pak wel minder bestand is tegen kogels en messteken.
Intussen is Luitenant James Gordon vastberaden om samen met de nieuwe officier van justitie, Harvey Dent, vrijwel de hele georganiseerde misdaad uit Gotham voor de rechter te dagen. Batman en Gordon overwegen de mogelijkheid dat Dent zo de held wordt die Batman niet kan zijn. Tegelijkertijd concurreert Batmans alter ego Bruce Wayne met Harvey voor de liefde van Rachel Dawes. Noch Dent, noch Gordon zijn echter op de hoogte van het feit dat Batman en Wayne dezelfde persoon zijn.
Ook via zijn bedrijf, Wayne Enterprises, doet Bruce zijn duit in het zakje. Men start hier onderhandelingen met de controversiële Chinese zakenman Lau om toegang te krijgen tot zijn boekhouding en een link te kunnen leggen met de maffia. Lau blijkt de tegoeden van de bendes veilig naar Hong Kong te hebben doorgesluisd om Gordon te snel af te zijn. Wanneer Lau moet vluchten, reist Batman hem achterna naar China. In samenwerking met Lucius Fox slaagt hij erin Lau te ontvoeren en uit te leveren aan de politie.
Nu Lau in de cel zit, ziet de Joker zijn kans om de onderwereld in zijn handen te krijgen. Hij sluit een deal met de maffia, vermoordt een Batman-imitator en stuurt een videoboodschap naar de media. Hierop verklaart hij dat zolang Batman zich niet aangeeft, hij elke dag mensen zal vermoorden. Hij maakt zijn dreigement waar en doodt daarbij rechter Surrillo en politiecommissaris Loeb; een aanslag op Harvey Dent tijdens Bruce Wayne's fundraiser mislukt vervolgens nipt door de tussenkomst van Batman. Daarop vermoordt de Joker twee agenten met de namen Patrick Harvey en Richard Dent, waarmee hij aangeeft dat hij nog niet klaar is met Harvey Dent. Tevens plaatst Joker een overlijdensadvertentie van de burgemeester in de krant. Gordon en Batman maken hieruit op dat er een aanslag gepleegd zal worden op de burgemeester tijdens de herdenkingsceremonie van commissaris Loeb. Ondanks de bewaking weet de Joker met zijn manschappen te infiltreren in de ceremonie, maar voordat hij de kans krijgt de burgemeester te vermoorden komt Gordon tussenbeiden, waardoor hijzelf wordt neergeschoten. Naar aanleiding van Gordon's dood besluit Bruce Wayne zijn ware identiteit te onthullen, maar dan maakt Harvey in een tv-uitzending bekend dat híj Batman is, en hij wordt gearresteerd. Dit is onderdeel van zijn plan om de Joker uit zijn schuilplaats te lokken. De Joker tracht Harvey te vermoorden terwijl deze naar de gevangenis wordt geëscorteerd, maar Gordon (die zijn dood in scène had gezet) en Batman komen tussenbeide. De Joker wordt gearresteerd en meegenomen naar de MCU. Harvey wordt met een auto naar het justitiegebouw gebracht, maar komt nooit aan op zijn bestemming. Wanneer de Joker wordt ondervraagd, vertelt hij Batman dat hij Rachel en Harvey door de maffia heeft laten ontvoeren en naar de twee uiteinden van de stad heeft laten brengen. Beiden zullen op precies hetzelfde tijdstip worden gedood, en Batman kan ze onmogelijk allebei redden. Batman besluit Rachel te redden, terwijl Gordon en de politie achter Harvey aan gaan.
De Joker heeft echter de adressen omgewisseld, zodat in werkelijkheid Batman zich naar Harvey haast en de politie naar Rachel. Met behulp van een vooraf geplaatste telefoonbom ontsnapt de Joker en neemt hij ook Lau met zich mee. Batman redt Harvey net op het moment dat het gebouw waar hij in zit wordt opgeblazen. De ontploffing verbrandt echter de linkerhelft van Harveys gezicht, daar deze in contact was geraakt met benzine tijdens Harvey's poging om te ontsnappen. Gordon bereikt Rachel niet op tijd en ze komt om in de explosie.
In het ziekenhuis hoort Harvey over het verlies van Rachel, en geeft de maffia, de Joker en Gordon de schuld. Chechen en zijn bende ontmoeten de Joker in een loods, waar Lau vastgebonden zit op een enorme stapel maffiageld. Joker verklaart Chechen dat Gotham nu zijn stad is, steekt het geld in brand en laat Chechen aan zijn honden voeren. Ondertussen is er een televisieshow gaande, waarin Coleman Reese, een medewerker van Wayne Enterprises, de identiteit van Batman wil onthullen. De Joker belt hierop deze televisieshow en meldt dat als deze verklikker niet binnen een uur wordt vermoord, hij een ziekenhuis opblaast. Daardoor ontstaat paniek en worden alle ziekenhuizen ontruimd. Dit geeft de Joker de kans om in Harvey's kamer te geraken en hem te overtuigen om alle "schuldigen" aan Rachels dood te vermoorden.
Harvey wordt vervolgens "Two-Face" en neemt een voor een wraak op de bendeleden en corrupte politieagenten die verantwoordelijk waren voor de dood van Rachel. Hij tost telkens met zijn halfverbrande munt om hun lot te bepalen daar dit voor hem de laatste ware manier van rechtvaardigheid is: hij geeft hen immers evenveel kans als Rachel had om aan hun gruwelijk lot te ontkomen. Daarbij vermoordt de corrupte agent Wuertz, die hem ontvoerd had, alsook peetvader Salvatore Maroni. De Joker heeft meer geluk: de munt valt voor hem op de "goede" kant en hij mag blijven leven, net als agente Ramirez, die eerder Rachel ontvoerde.
De Joker stuurt een boodschap naar de wereld waarin hij verklaart dat hij nu heerst over Gotham. De enige manier voor de burgers om te ontsnappen is via twee schepen. Het ene schip wordt gevuld met gewone burgers, het andere met gevangen criminelen. De Joker heeft deze schepen echter van bommen voorzien, en geeft de passagiers van beide schepen de kans zichzelf te redden door het andere schip op te blazen. Uiteindelijk besluiten beide groepen afzonderlijk van elkaar, ondanks gruwelijke spanning, de ander niet op te blazen. Batman spoort de Joker op in het gebouw waar deze zich schuilhoudt, en het komt tot een groot gevecht waarbij SWAT-teams en de handlangers van de Joker betrokken raken. De Joker en Batman vechten, waarbij de Joker uit het gebouw valt, maar Batman kan hem nog tijdig redden. Deze actie en het feit dat geen van de boten was geëxplodeerd, zou het ongelijk van de Joker bewijzen, die meende dat iedereen au fond even slecht was als hijzelf.
Maar de Joker heeft nog een laatste troefkaart: nu hij Harvey in een monster veranderd heeft, zou het vertrouwen van het publiek in Harvey weleens kunnen vergaan. Ook zullen de honderden criminelen die hij in de cel heeft gezet worden vrijgelaten. Batman moet Harvey proberen te redden en vlucht terwijl de Joker wordt gearresteerd door een SWAT-team.
Batman gaat op zoek naar Gordon. Hij vindt Gordon en zijn familie, samen met Two-Face, in het gebouw waar Rachel omkwam. Omdat hij een deel van de schuld van de dood van Rachel op Gordons schouders legt, besluit Harvey ook diens lot met een muntstuk te bepalen. Omdat Batman tussenbeide probeert te komen, gooit hij de munt ook op voor hem. De "slechte", zwartgeblakerde kant komt vanboven te liggen, waarna Harvey Batman neerschiet. Daarop beslist hij de munt voor zichzelf op te gooien, maar nu bekomt hij wel het resultaat dat hij mag blijven leven. Ten slotte is het de beurt aan Gordons zoontje, maar net als Dent zijn muntstuk opgooit, wordt hij uit het raam van het gebouw gegooid door Batman, die de kogel heeft overleefd. Batman overleeft de val, maar Two-Face sterft. Terwijl Harvey levenloos op de grond ligt, overtuigt Batman Gordon ervan om hem alle schuld te geven van Harveys daden zodat de stad Harvey altijd als de grote held zal blijven zien. Als men immers zou ontdekken dat hun "symbool van rechtvaardigheid" vervallen is tot corruptie, zouden de inwoners van Gotham mogelijk alle hoop verliezen en heeft de Joker alsnog gewonnen. Gordon stemt toe. Aan het eind van de film begint de klopjacht op de zogenaamde “moordenaar” van Harvey Dent en diens slachtoffers.

## Rolverdeling
| Acteur                    | Personage                      |
| ------------------------- | ------------------------------ |
| Christian Bale            | Bruce Wayne / Batman           |
| Heath Ledger              | Joker                          |
| Aaron Eckhart             | Harvey Dent / Two-Face         |
| Michael Caine             | Alfred Pennyworth              |
| Maggie Gyllenhaal         | Rachel Dawes                   |
| Gary Oldman               | Lt. James Gordon               |
| Morgan Freeman            | Lucius Fox                     |
| Monique Curnen            | Rechercheur Ramirez            |
| Ron Dean                  | Rechercheur Wuertz             |
| Cillian Murphy            | Dr. Jonathan Crane / Scarecrow |
| Chin Han                  | Lau                            |
| Nestor Carbonell          | Burgemeester Anthony Garcia    |
| Eric Roberts              | Salvatore Maroni               |
| Ritchie Coster            | Chechen                        |
| Anthony Michael Hall      | Mike Engel                     |
| Keith Szarabajka          | Rechercheur Stephens           |
| Colin McFarlane           | Commissaris Gillian B. Loeb    |
| Joshua Harto              | Coleman Reese                  |
| Melinda McGraw            | Barbara Gordon                 |
| Nathan Gamble             | James Gordon jr.               |
| Michael Vieau             | Rossi                          |
| Michael Stoyanov          | Dopey                          |
| William Smillie           | Happy                          |
| Danny Goldring            | Grumpy                         |
| Michael Jai White         | Gambol                         |
| Matthew O'Neill           | Chuckles                       |
| William Fichtner          | Bankdirecteur                  |
| Olumiji Olwawumi          | Drug Dealer                    |
| Beatrice Rosen            | Natascha                       |
| Nydia Rodriguez Terracina | Rechter Surrillo               |
| Patrick Leahy             | Man op Feestje                 |
| David Dastmalchian        | Thomas Schiff                  |
| Richard Dillane           | Waarnemend commissaris         |
| Philip Bulcock            | Murphy                         |
| Tom Lister Jr.            | Getatoeëerde Gevangene         |

## Achtergrond

### Productie
Nog voor de première van Batman Begins, schreef David S. Goyer al een proefscenario voor twee vervolgfilms waarin The Joker en Two-Face hun opwachting zouden maken. Aanvankelijk wilde hij Harvey Dent in de derde film Two-Face laten worden, maar later werd besloten dit reeds in de tweede film te laten gebeuren. Voor The Joker nam hij diens eerste optreden in een Batman-strip (1940) als voornaamste inspiratiebron.

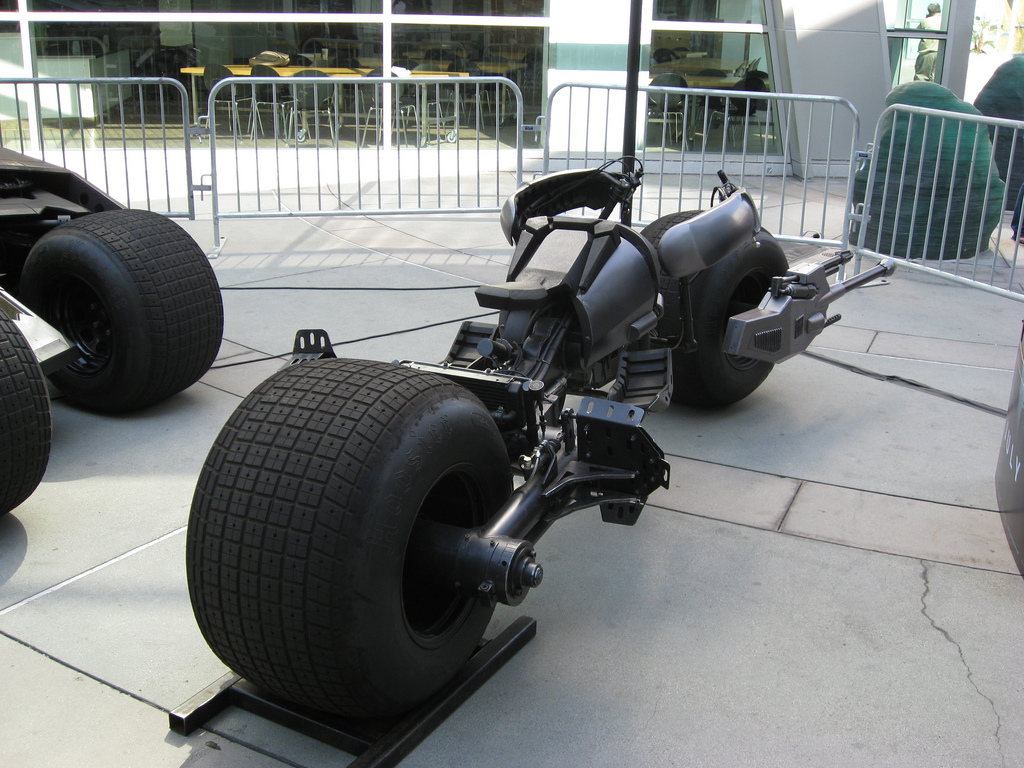
De Batpod, tentoongesteld in Los Angeles

De opnames voor de film begonnen in oktober 2006. Onder andere Liverpool, Yorkshire, Glasgow, en delen van Londen werden als mogelijke locaties uitgekozen. De keuze viel uiteindelijk op Chicago, waar gedurende 13 weken werd gefilmd. De productie vond plaats onder de titel Rory's First Kiss in de hoop de media te misleiden, maar uiteindelijk ontdekte men toch dat de nieuwe Batman-film in Chicago opgenomen werd. Van 6 tot 11 november 2007 werden de scènes in Hongkong gefilmd.
De film introduceert een nieuw model van Batman’s kostuum, alsmede een nieuw voertuig; de Batpod.
Voor Two-Face’s verminkte gezicht werd computeranimatie gebruikt. Aaron Eckhart droeg hiervoor naast make-up ook bewegingssensoren op de linkerhelft van zijn gezicht.

### Notities
- The Dark Knight is de eerste Batman-film zonder het woord 'Batman' in de titel. Daarmee wilden de producers aangeven dat deze Batman-film duidelijk anders zou zijn dan de vorige. Tevens heeft de titel zo een dubbele betekenis; het refereert zowel naar Batman als naar Harvey Dent, nadat hij Two-Face is geworden en dus valt van zijn voormalige positie als “witte ridder” voor Gotham.
- Op de set van The Dark Knight stierf een lid van het stuntteam toen hij tijdens een testrun met een auto tegen een boom reed. The Dark Knight is zowel aan hem als aan de overleden acteur Heath Ledger opgedragen.
- In de film ziet men geen titelkaart. Alleen maar een vleermuisvorm die uit vlammen opduikt. De enige titelkaart die zichtbaar is, is op het einde, in de aftiteling.
- De film werd met de naam Rory's First Kiss naar bioscopen verzonden. De naam komt van de zoon van regisseur Nolan, genaamd Rory.
- De scène waarin de Joker achter de tralies applaudisseert voor de promotie van commissaris Gordon was een improvisatie van Heath Ledger.
- In de scène waar de Joker het ziekenhuis opblaast en achterom zich kijkt en zijn schouders ophaalt, vervolgens herhaaldelijk op het knopje van de ontsteker drukt en wegloopt naar de bus wanneer de explosies doorgaan was ook een improvisatie van Heath Ledger als reactie op dat de explosieven (buiten de schermen) niet helemaal mee werkten.
- De naambadge van de Joker als hij in een verpleegstersuniform loopt is "Matilda", de naam van Heath Ledgers dochter.
- Dit is de eerste Hollywood-film gefilmd met speciale camera's voor IMAX.
- Ter voorbereiding voor de rol van de Joker sloot Heath Ledger zichzelf een maand op in een hotelkamer. Hij hield een dagboek bij waarin hij de gevoelens en gedachten van de Joker vastlegde.
- Onder anderen Robin Williams en Adrien Brody toonden interesse voor de rol van de Joker.
- Nolan heeft de film Heat aangehaald als "een soort van inspiratie" voor The Dark Knight.[3]

### Reclamecampagne
In mei 2007 lanceerde de studio een teaserwebsite voor The Dark Knight. Later in die maand werd een tweede teaserwebsite gelanceerd, deze bevatte een foto van een fictieve campagne van Harvey Dent. Op deze foto stond de leus I Believe In Harvey Dent. Later kwam er een andere versie van deze foto, gevandaliseerd door (The Joker), met de zin I Believe In Harvey Dent Too en waarop het gezicht van Harvey Dent was beklad. Op deze pagina konden mensen ook hun e-mailadres invoeren waardoor pixel per pixel de eerste foto van Heath Ledger als The Joker zichtbaar werd. Enkele dagen later verdween de foto weer en werd vervangen door een hoop Haha's en een verborgen boodschap waarin stond See You In December (tot ziens in december). Dit verwees eveneens naar een citaat uit The Long Halloween en naar december 2007, wanneer de eerste officiële trailer van de film verwacht was.
Aan het einde van de maand juli lanceerde Warner Brothers een website, in eerste instantie Anticipation geheten. De site was bedoeld om fans te helpen op de 2007 Comic Con International in San Diego met een online schurkenjacht. De bedoeling van de jacht, die doorging op 27 juli 2007, was exclusieve Jokerfoto's en een teasertrailer op de Anticipation-website te krijgen. Dezelfde dag nog was de teasertrailer te zien bij een aantal premières van The Simpsons Movie.
Six Flags Great America en Six Flags Great Adventure openden nog in 2008 een achtbaanrit met het thema van de film. De rit simuleert het idee achternagezeten te worden door de Joker.

### Filmmuziek
Hans Zimmer en James Newton Howard, die beide meewerkten aan Batman Begins, verzorgden ook de muziek voor The Dark Knight. Ze begonnen reeds voordat de opnames van start gingen aan het componeren. Zimmer gebruikte onder andere de muziek van Kraftwerk als inspiratie.
Het album omvat twee cd's. Het album haalde de volgende positie in de Nederlandse hitlijst:
| Album met eventuele hitnotering(en) in de Nederlandse Album Top 100 | Datum van verschijnen | Datum van binnenkomst | Hoogste positie | Aantal weken | Opmerkingen                       |
| ------------------------------------------------------------------- | --------------------- | --------------------- | --------------- | ------------ | --------------------------------- |
| The Dark Knight                                                     | 2008                  | 09-08-2008            | 55              | 2*           | Hans Zimmer & James Newton Howard |

Soundtrack The Dark Knight - Hans Zimmer & James Newton Howard
| Cd 1 1. Why So Serious? 9:14 2. I'm Not A Hero 6:34 3. Harvey Two Face 6:16 4. Aggressive Expansion 4:35 5. Always A Catch 1:39 6. Blood On My Hands 2:16 7. A Little Push 2:42 8. Like A Dog Chasing Cars 5:02 9. I Am The Batman 10. And I Thought My Joker Were Bad 2:28 11. Agent Of Chaos 6:55 12. Introduce A Little Anarchy 3:42 13. Watch The World Burn 3:47 14. A Dark Knight 16:15 | Cd 2 1. Bank Robbery (prologue) 5:24 2. Buyer Beware 2:56 3. Halfway To Hong Kong 3:45 4. Decent Men In An Idecent Time 2:51 5. Your'e Gonna Love Me 4:41 6. Chance 3:34 7. You Complete Me 4:50 8. The Ferries 9:57 9. We Are Tonight's Entertainment 5:37 10. A Watchful Guardian 6:45 11. Why So Serious? (The Crystal Method Remix) 5:30 12. Poor Choice Of Words (Paul Van Dyk Remix) 6:15 13. Gunpowder And Gasoline (Mel Wesson Remix) 4:34 14. Rory's Fist Kiss (Ryeland Allison Remix) 6:04 |

### Reacties
De film kreeg wereldwijd positieve reacties. Rotten Tomatoes gaf de film 94 procent. Dat overtreft elk record bij superheldenfilms op deze site. Peter Travers, gerespecteerd schrijver voor Rolling Stones-Magazine noemde het 'Een meesterwerk van ongetemde verbeelding.' IGN gaf het een 10 op 10. Sommige fans en critici beweren dat Ledgers verpersoonlijking van Joker beter is dan die van Jack Nicholson. Velen eisten zelfs dat Ledger een Academy Award-nominatie voor de rol moest krijgen. Dit is gebeurd en Ledger kreeg een Oscar.
| Rotten Tomatoes | IGN | IMDb                                    | Metacritic |
| --------------- | --- | --------------------------------------- | ---------- |
| 94%             | 97% | 89% (in top tien lijst 250 beste films) | 82%        |

### Vervolg
Warner Bros heeft op 30 april 2010 laten weten dat het vervolg op The Dark Knight op 20 juli 2012 in première zal gaan in de VS. Bekend is dat Christian Bale (Bruce Wayne/Batman), Michael Caine (Alfred), Morgan Freeman (Lucius Fox) en Gary Oldman (James Gordon) weer meedoen.
De titel van de derde film zal zijn The Dark Knight Rises. Volgens Christopher Nolan wordt het de afsluiting van The Dark Knight-trilogie. Volgens hem zal in januari 2011 het scenario klaar zijn en zal hij beginnen met filmen in mei 2011 om het in Juli 2012 uit te laten komen. Nolan maakte ook bekend dat de film niet in 3D zal zijn maar dat hij plannen heeft voor een IMAX-uitgave. Later werd bekendgemaakt dat Tom Hardy de rol van slechterik Bane op zich zal nemen en dat Anne Hathaway de rol van de slechterik Catwoman zal spelen.

## Prijzen en nominaties
The Dark Knight won in totaal 81 prijzen, en werd voor nog eens 61 prijzen genomineerd.
De film won onder andere Academy Awards voor:
- Best Achievement in Sound Editing (Richard King)
- Beste mannelijke bijrol (Heath Ledger)

De film won verder onder andere:
- Vijf Saturn Awards
- Vijf Austin Film Critics Awards
- Een BAFTA Film Award
- Twee Golden Trailers
- Een MTV Movie Award